# Tephrosia holstii
Tephrosia holstii är en ärtväxtart som beskrevs av Paul Hermann Wilhelm Taubert. Tephrosia holstii ingår i släktet Tephrosia och familjen ärtväxter. Inga underarter finns listade i Catalogue of Life.